# Allaxiopsis
Allaxiopsis is een geslacht van kreeftachtigen uit de klasse van de Malacostraca (hogere kreeftachtigen).

## Soort
- Allaxiopsis bougainvillensis Sakai, 2011